# 卵葉紫萼蘚
卵葉紫萼蘚（学名：Grimmia ovalis）为紫萼蘚科紫萼蘚屬下的一个种。生于干燥的岩石上，植物体常呈暗绿色或黑色。